# Zăluceni
Zăluceni – miejscowość i gmina w Mołdawii, w rejonie Florești. W 2014 roku liczyła 769 mieszkańców.